# Аким, Гарри Львович
Га́рри Льво́вич Аки́м (6 мая 1930, Ленинград — 2007, Всеволожский район, Ленинградская область) — российский учёный, доктор технических наук, профессор, основоположник кислородной отбелки целлюлозы.

## Биография
Родился 6 мая 1930 года  в Ленинграде, в семье учёного Льва Эфраимовича Акима.
Окончил с отличием Ленинградский технологический институт им. В. М. Молотова (1953), ученик профессора Н. П. Перекальского, и аспирантуру на кафедре химии древесины и целлюлозы Лесотехнической академии, где учился у Виктора Михайловича Никитина.
В 1955—1956 годах Г. Л. Аким и В. М. Никитин изобрели принципиально новый метод отбелки целлюлозы — кислородную (бесхлорную) отбелку (молекулярным кислородом в щелочной среде).
Кандидат (1957), доктор (1977) технических наук, доцент (1962), профессор (1978).
В 1956—1968 годах находился на научно-преподавательской работе в Лесотехнической академии. С 1968 года — научный сотрудник Всероссийского научно-исследовательского института целлюлозно-бумажной промышленности (ВНИИБ).
Вечером 9 июня 2007 года ушел из дома на даче (карьер Мяглова, Железнодорожная улица, 22, на территории Всеволожского района Ленинградской области) и не вернулся. Через месяц, 10 июля, в том же дачном посёлке были обнаружены останки, по приметам сходные с пропавшим учёным.

## Научные публикации
- Практические работы по химии древесины и целлюлозы [Текст]: допущено М-вом высш. и сред. спец. образования СССР в качестве учебника для студ. вузов / А. В. Оболенская, В. П. Щеголев, Г. Л. Аким и др.; ред. В. М. Никитин. — М.: Лесная промышленность, 1965. — 412 с.: ил.
- Делигнификация и облагораживание небеленой целлюлозы кислородно-щелочным методом [Текст]: автореферат дис. … канд. техн. наук / Г. Л. Аким; науч. рук. В. М. Никитин; Ленинградская лесотехническая академия им. С. М. Кирова. — Л., 1957. — 16 с.: табл. -
- Кислородно-щелочная отбелка целлюлозы [Текст]: автореферат дис. … д-ра техн. наук: 05.21.03 / Г. Л. Аким; Ленинградская лесотехническая академия им. С. М. Кирова. — Л., 1977. — 51 с.: табл. — Библиогр.: с. 50-51.
- Новое в отбелке волокнистых полуфабрикатов [Текст]: обзорная информация по важнейшим научным и научно-техническим проблемам, предусмотренным пятилетним планом развития народного хозяйства / Г. Л. Аким, М. А. Акежев, В. М. Ильина, Н. И. Литвинова; ВНИПИЭИлеспром. — М.: [б. и.], 1980. — 48 с.: ил.